# Nirodha
En el budismo, Nirodha, "cesación"  refiere a un estado de cesación de insatisfacción, (Sañña (percepción) y Vedanā (sentimiento)). Corresponde a la tercera de las cuatro nobles verdades. Al alcanzar el estado Nirodha, el Sankhara (construcciones / formaciones) cesa primero, luego lo físico y luego lo mental. Un practicante que está emergiendo de tal logro no piensa: 'Saldré del cese de la percepción y el sentimiento' o 'Estoy emergiendo del cese de la percepción y el sentimiento' o 'He emergido del cese de la percepción y el sentimiento'. Más bien, su mente se ha desarrollado previamente para conducir a tal estado.
Nibbana sigue después de alcanzar Nirodha, sin embargo,  no todo Nirodha puede conducir al Nibbana. Un Anagami puede entrar en estado de Nirodha a voluntad, con determinación previa.
Según Thubten Chodron, Nirodha es la desaparición final de todas las malas experiencias y sus causas de tal manera que ya no pueden volver a ocurrir.